# The Undoing - Le verità non dette
The Undoing - Le verità non dette (The Undoing) è una miniserie televisiva statunitense diretta da Susanne Bier, tratta dal romanzo Una famiglia felice di Jean Hanff Korelitz edito in Italia nel 2016. Il trailer è stato pubblicato il 23 gennaio 2020.
La miniserie ha debuttato il 25 ottobre 2020 su HBO negli Stati Uniti. In Italia l'intera miniserie è stata resa disponibile l'8 gennaio 2021 su Sky Box Sets e in streaming su Now e trasmessa il giorno stesso su Sky Atlantic.

## Trama
Grace e Jonathan Fraser sono due professionisti affermati di New York (lei psicoterapeuta, lui oncologo pediatrico) e sono sposati felicemente. Hanno una bella casa a Manhattan, sono benestanti e il loro figlio dodicenne Henry frequenta una prestigiosa scuola privata. Tutto questo castello dorato comincia a crollare quando Elena, la mamma di un compagno di scuola di Henry, viene brutalmente assassinata nel suo studio, e Jonathan, che improvvisamente sparisce, diventa il sospettato principale. Le menzogne che ci sono nel rapporto apparentemente idilliaco tra Grace e Jonathan cominciano ad essere scoperte.

## Produzione

### Sviluppo
Il 12 marzo 2018 fu annunciato che HBO ordinò la produzione della miniserie, sceneggiata da David E. Kelley anche come produttore esecutivo insieme a Nicole Kidman, Per Saari e Bruna Papandrea. Le case di produzione coinvolte includono Blossom Films, Made Up Stories e David E. Kelley Productions. Il 7 novembre 2018 fu riportata la regia di Susanne Bier per tutte le puntate della miniserie, oltreché il suo impegno in qualità di produttrice esecutiva. L'8 marzo 2020 HBO ha annunciato la data di debutto al 10 maggio 2020. Tuttavia, è stata rinviata all'autunno 2020, trasmessa dal 25 ottobre, a causa della pandemia di COVID-19.

### Riprese
La miniserie è stata girata a New York e Kingston. Le riprese pianificate a Shelter Island sono state cancellate a causa delle proteste degli abitanti.

## Accoglienza

### Critica
La miniserie ha ricevuto recensioni positive dalla critica. Rotten Tomatoes riporta il 75% delle recensioni professionali positive, con un voto medio di 7,20 su 10 basato su 100 critiche. Il consenso critico del sito web indica: «The Undoing è un giallo meravigliosamente girato che beneficia notevolmente dalle interpretazioni di Nicole Kidman e Hugh Grant—se solo la sua storia fosse solida come la forza dei suoi protagonisti.» Metacritic, invece, ha assegnato un punteggio di 64 su 100 basato su 32 recensioni, indicando "recensioni generalmente favorevoli".
Kristen Baldwin di Entertainment Weekly ha assegnato alla miniserie una 'B' affermando: «Attraverso tutte le indicazioni errate, le sciocche decisioni dei personaggi, le deviazioni da sogno, The Undoing mi ha tenuta sulle spine e, certamente, soddisfatta sulle disgrazie di ognuno.» Alan Sepinwall di Rolling Stone ha attribuito un voto di due stelle su cinque dichiarando: «È tutto estremamente meccanico, come una versione estesa di un film a medio budget degli anni '90 che avrebbe come protagonisti Kidman e Grant al loro rispettivo massimo di celebrità.»
Il successo della serie ha contribuito a lanciare la carriera di Matilda De Angelis, grazie anche alle numerose scene in cui l'attrice mostra il seno e soprattutto a una chiacchierata scena di nudo integrale.

## Riconoscimenti
- 2021 – Critics' Choice Television Awards[19]
  - Candidatura alla miglior miniserie
  - Candidatura al miglior attore in una miniserie o film TV a Hugh Grant
  - Miglior attore non protagonista in una miniserie o film TV a Donald Sutherland
- 2021 – Directors Guild of America Awards[20]
  - Candidatura alla miglior regia in un film TV o miniserie a Susanne Bier
  - 2021 – Golden Globe[21]
  - Candidatura alla miglior miniserie o film TV
  - Candidatura al miglior attore in una miniserie o film TV a Hugh Grant
  - Candidatura alla miglior attrice in una miniserie o film TV a Nicole Kidman
  - Candidatura al miglior attore non protagonista in una miniserie o film TV a Donald Sutherland
- 2021 – Hollywood Critics Association TV Awards[22]
  - Candidatura alla miglior miniserie per una rete televisiva o via cavo, serie antologica o film TV in live action
  - Candidatura al miglior attore in una miniserie, serie antologica o film TV a Hugh Grant
- 2021 – Nastri d'argento - Grandi Serie
  - Nastro d'argento Speciale - Performance internazionale a Matilda De Angelis
- 2021 – Primetime Emmy Awards[23]
  - Candidatura al migliore attore protagonista in una miniserie o serie antologica o film TV a Hugh Grant
- 2021 – Primetime Creative Arts Emmy Award
  - Candidatura alla miglior scenografia per una serie di narrativa contemporanea (un'ora o più) a Lester Cohen, Doug Huszti e Keri Lederman
- 2021 – Producers Guild of America Awards[24]
  - Candidatura al premio David L. Wolper per i migliori produttori per una miniserie televisiva a Susanne Bier, David E. Kelley, Per Saari, Nicole Kidman, Bruna Papandrea, Stephen Garrett, Celia D. Costas e Deb Dyer
- 2021 – Satellite Awards[25]
  - Candidatura alla miglior miniserie
  - Candidatura al miglior attore in una miniserie o film TV a Hugh Grant
  - Candidatura alla miglior attrice in una miniserie o film TV a Nicole Kidman
  - Candidatura al miglior attore non protagonista in una serie, miniserie o film TV a Donald Sutherland
  - Candidatura alla miglior attrice non protagonista in una serie, miniserie o film TV a Noma Dumezweni
- 2021 – Screen Actors Guild Awards[26]
  - Candidatura al miglior attore in una miniserie o film TV a Hugh Grant
  - Candidatura alla miglior attrice in una miniserie o film TV a Nicole Kidman